# Sint-Jan-Baptist en Sint-Amanduskerk

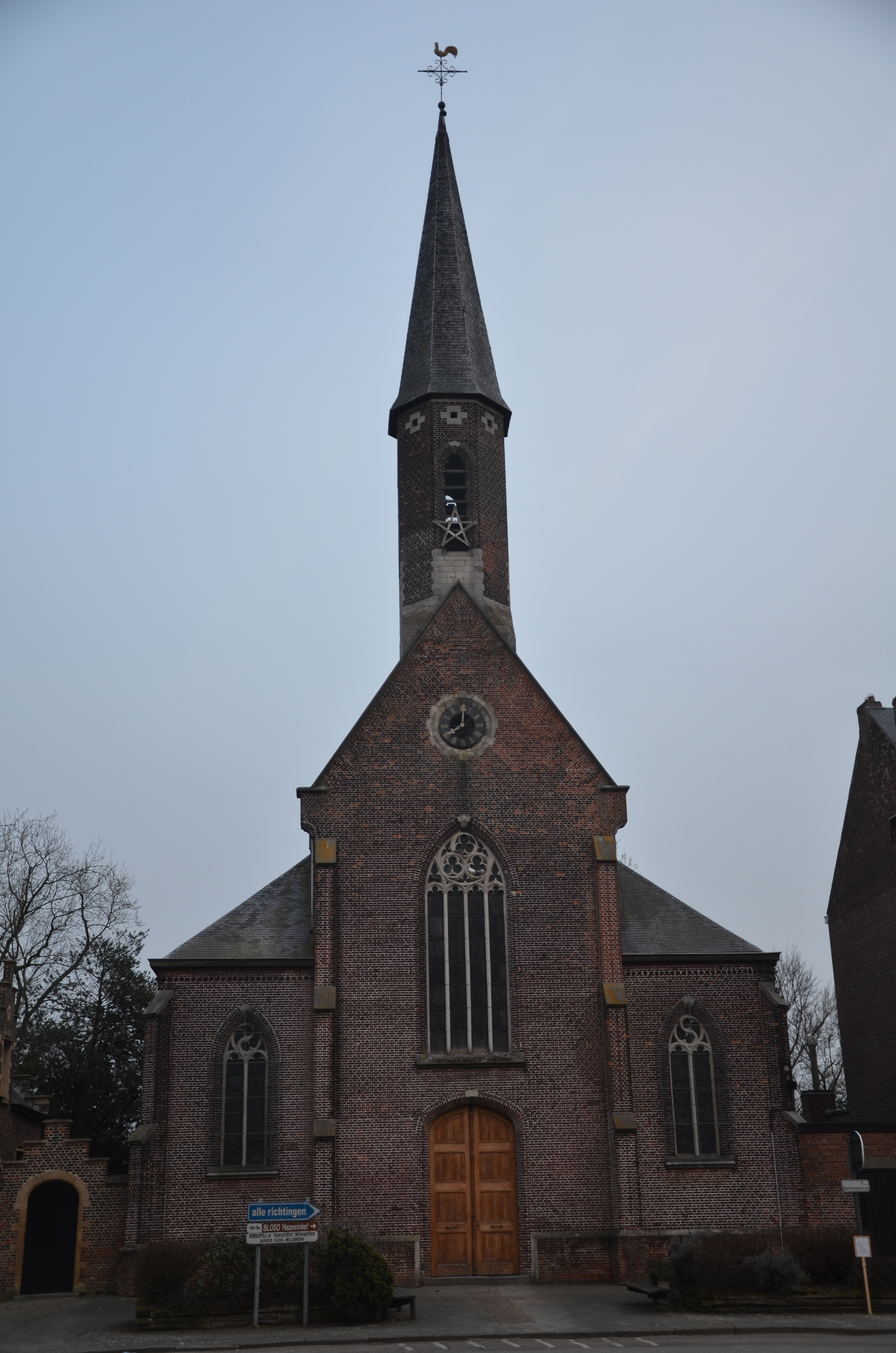
Sint-Jan-Baptist en Sint-Amanduskerk

De Sint-Jan-Baptist en Sint-Amanduskerk is de parochiekerk van de tot de Antwerpse gemeente Willebroek behorende plaats Heindonk, gelegen aan het Dorpsplein.

## Geschiedenis
Heindonk behoorde tot de parochie van Zemst en vanaf 1603 tot de parochie van Heffen. In 1803 werd Heindonk een zelfstandige parochie.
Aanvankelijk werd gebruik gemaakt van de kapel van het in de 17e eeuw verlaten klooster Vallis Pacis werd tot 1856 als kerk gebruikt, daarna als gemeentehuis en ontmoetingscentrum.
In 1854-1856 werd een definitieve kerk gebouwd naar ontwerp van Ferdinand Berckmans.

## Gebouw
Het betreft een bakstenen neogotisch kerkgebouw, sober uitgevoerd en naar het zuidoosten georiënteerd. De kerk heeft drie beuken, een driezijdig afgesloten koor en een slanke, ingebouwde toren met achtkante klokkengeleding en hoge achtkante spits.

## Interieur
Het interieur wordt overkluisd door een kruisribgewelf. De kerk bezit een ecce homo in gepolychromeerd hout, van ongeveer 1700. Er is een 18e eeuws beeld van Johannes de Doper. Verdere kunstwerken zijn 19e eeuws en het kerkmeubilair is overwegend neogotisch uit de 2e helft van de 19e eeuw.
In 1929 werden glas-in-loodramen in de voorgevel aangebracht.